# Rodden
Rodden var en civil parish fram till 1933 då den blev en del av Selwood, i grevskapet Somerset, i England. Civil parish var belägen 19 km från Shepton Mallet och hade 108 invånare år 1931. Byn nämndes i Domedagsboken (Domesday Book) år 1086, och kallades då Reddene/Reddena.